# Zadni Mur
Zadni Mur – skała we wsi Ostrusza w województwie małopolskim, w powiecie tarnowskim, w gminie Ciężkowice, pod względem geograficznym na Pogórzu Ciężkowickim.
Zadni Mur to niewielki, zbudowany z piaskowca mur skalny o wysokości 4 m i pionowej ścianie. Znajduje się na wysokości 360 m n.p.m. w lesie po zachodniej stronie drogi z Ciężkowic przez Ostruszę do Staszkówki. W nazewnictwie wspinaczy skalnych jest to Rajski Grzbiet. Do skały dojść można z Ciężkowic ulicą Polną, następnie nieznakowaną ścieżką w górę. Jest trudna do odszukania.
Zadni Mur ma płaskie lądowisko i dobrze nadaje się do uprawiania boulderingu.

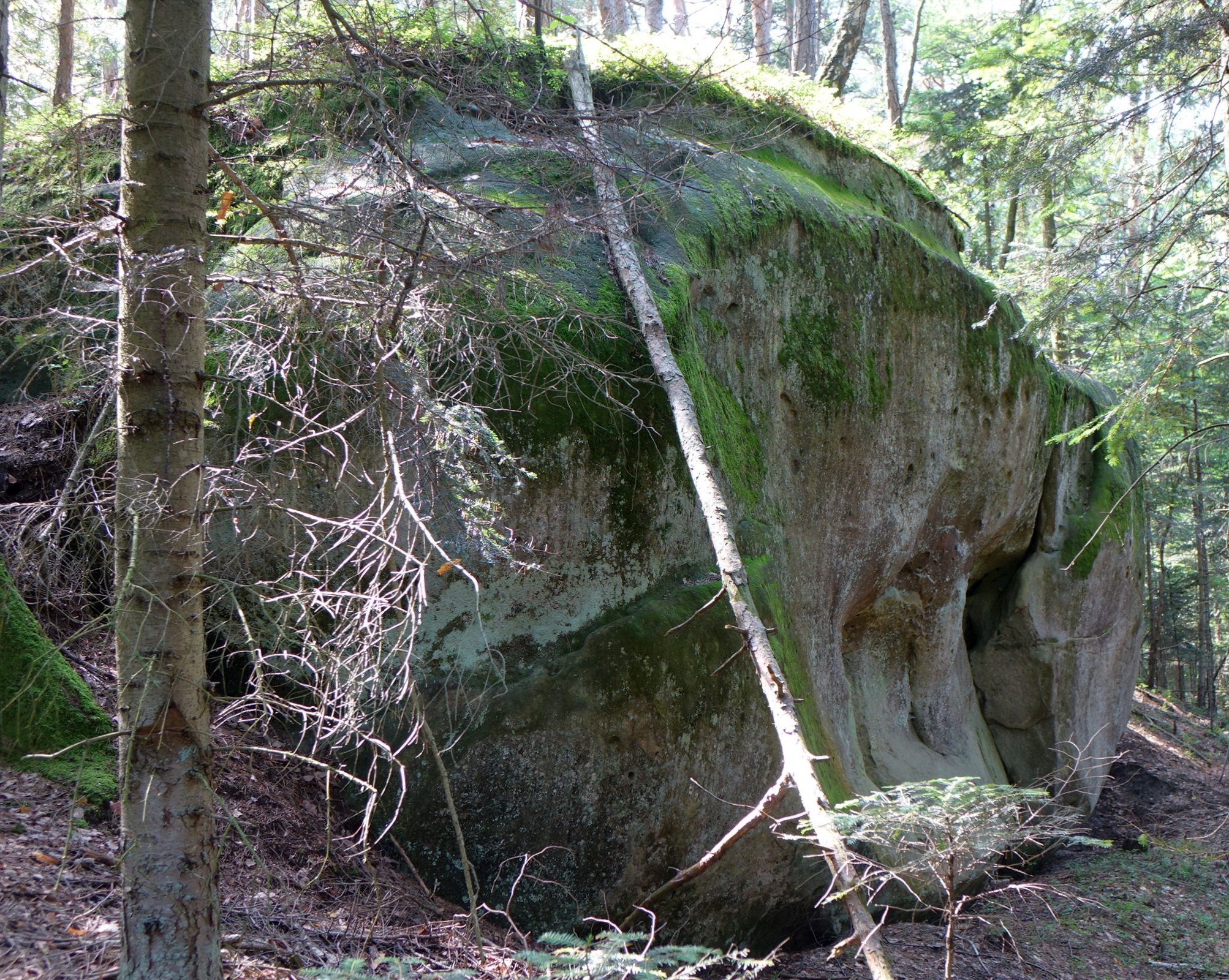
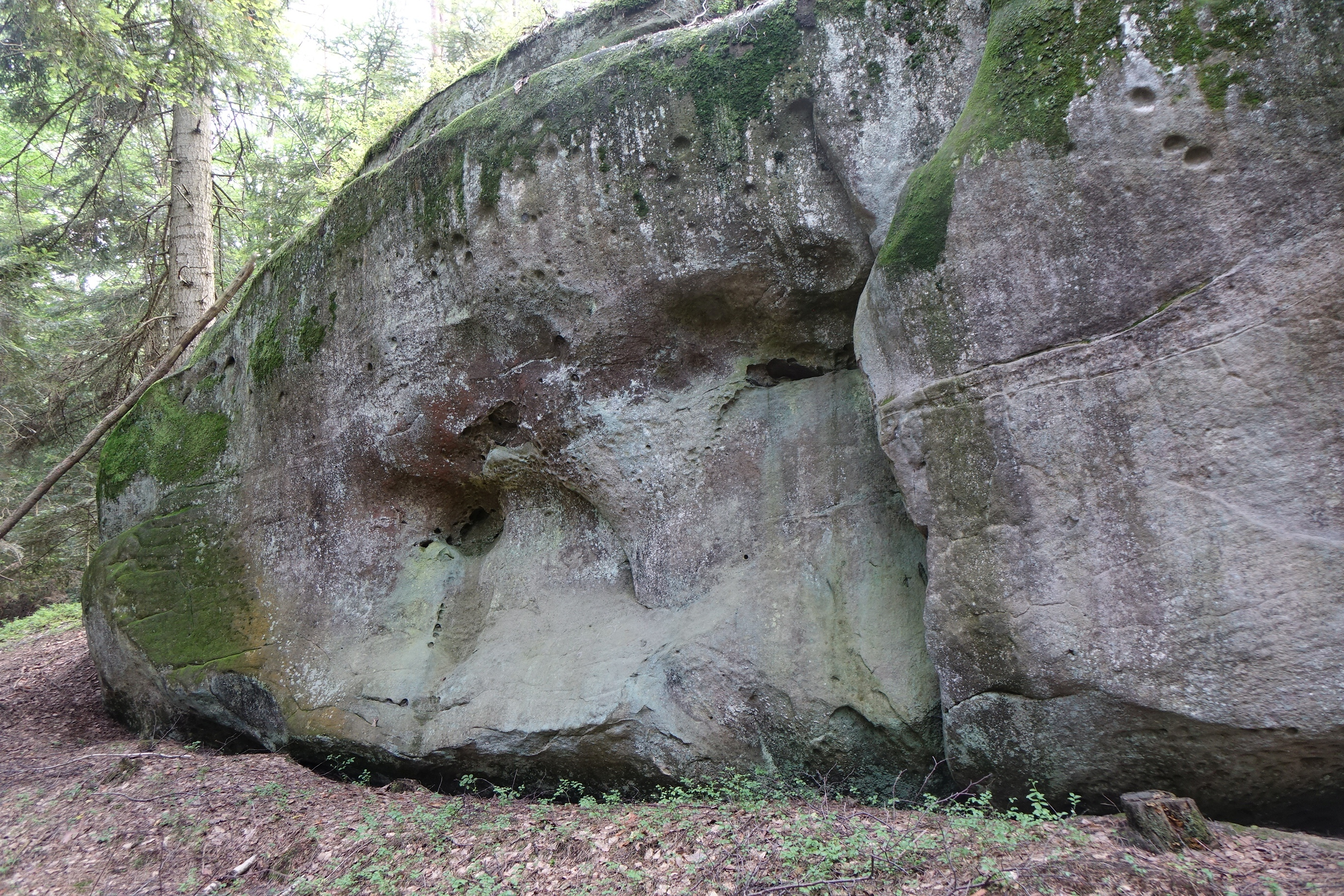
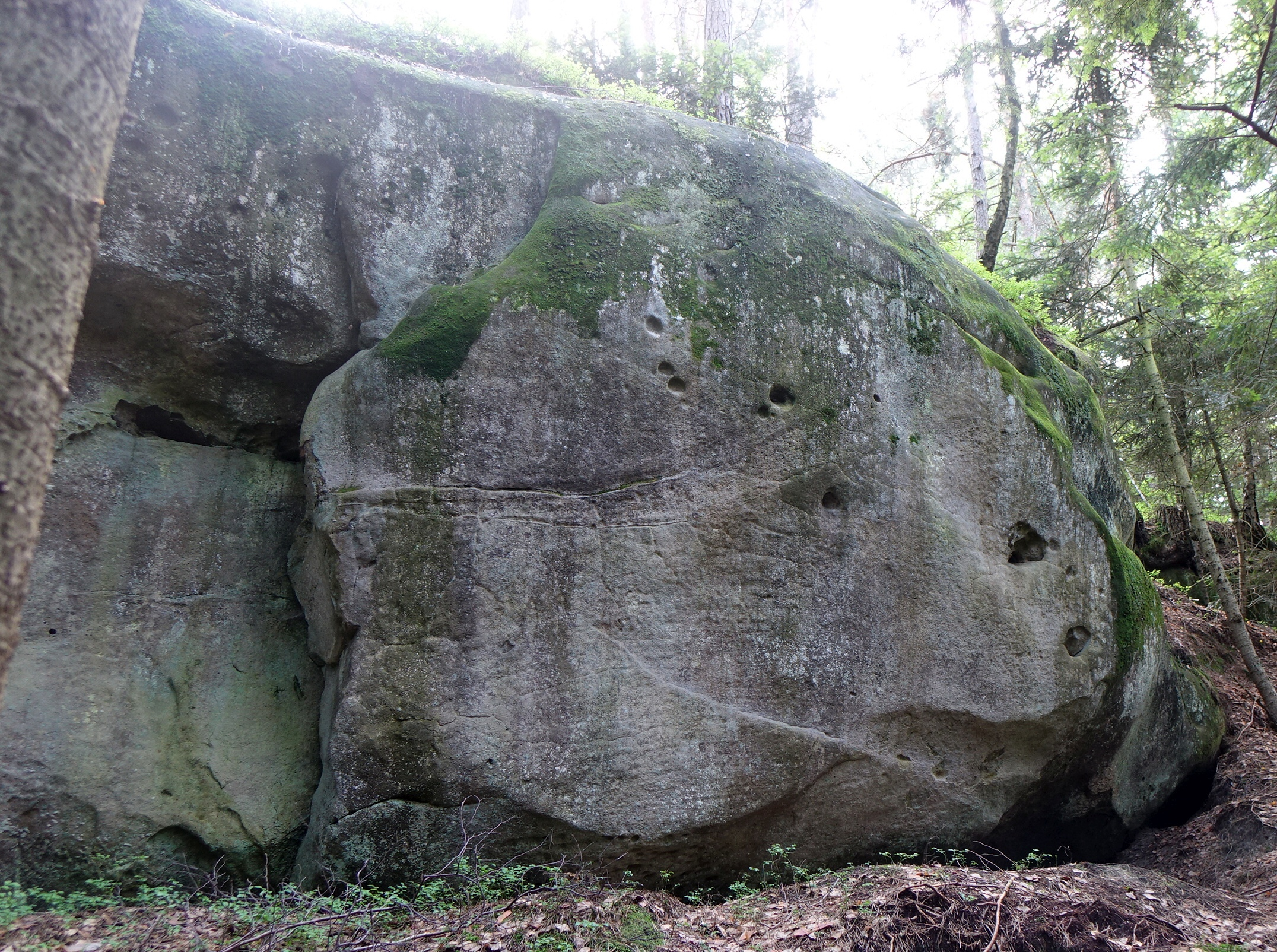
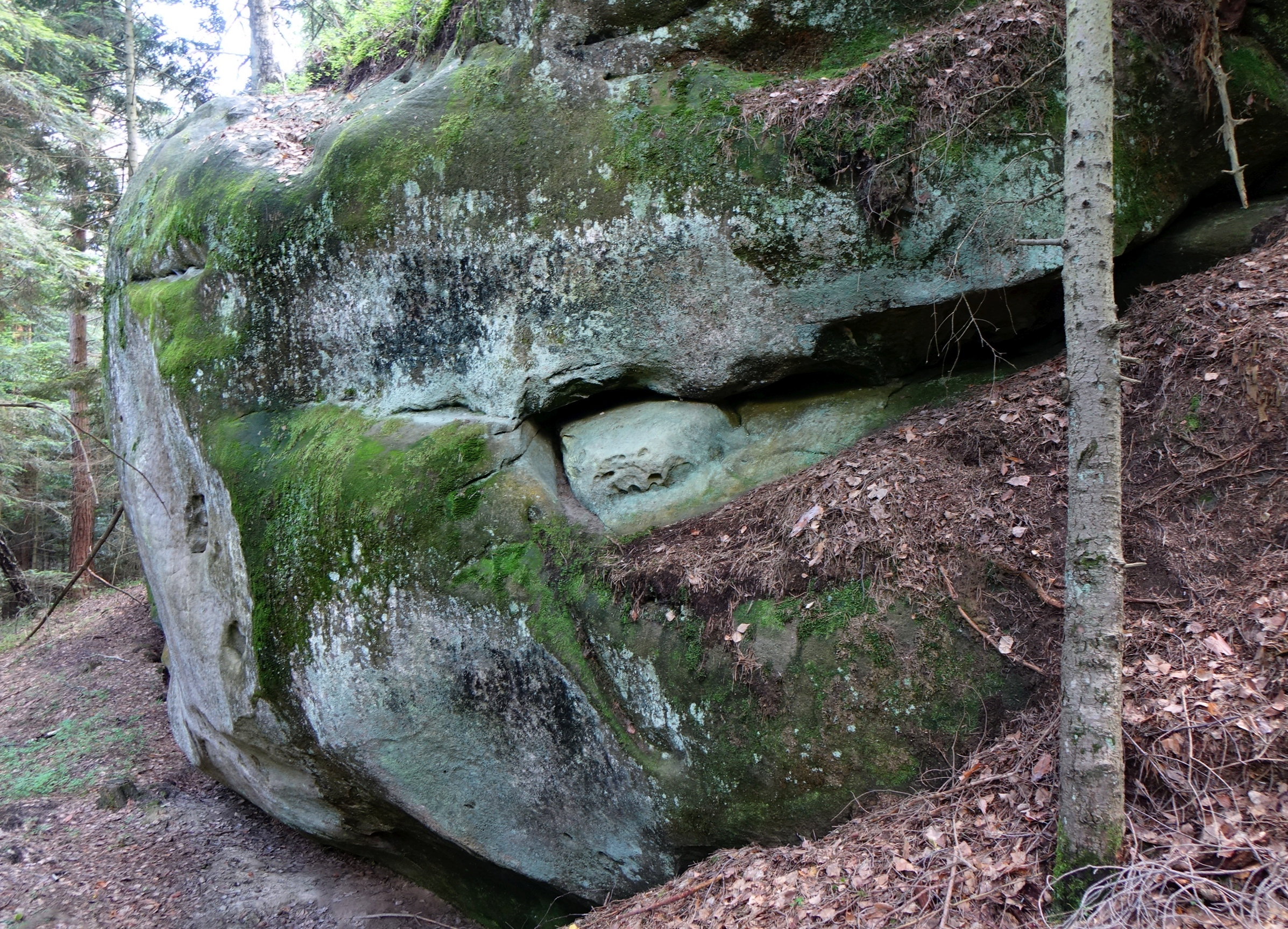
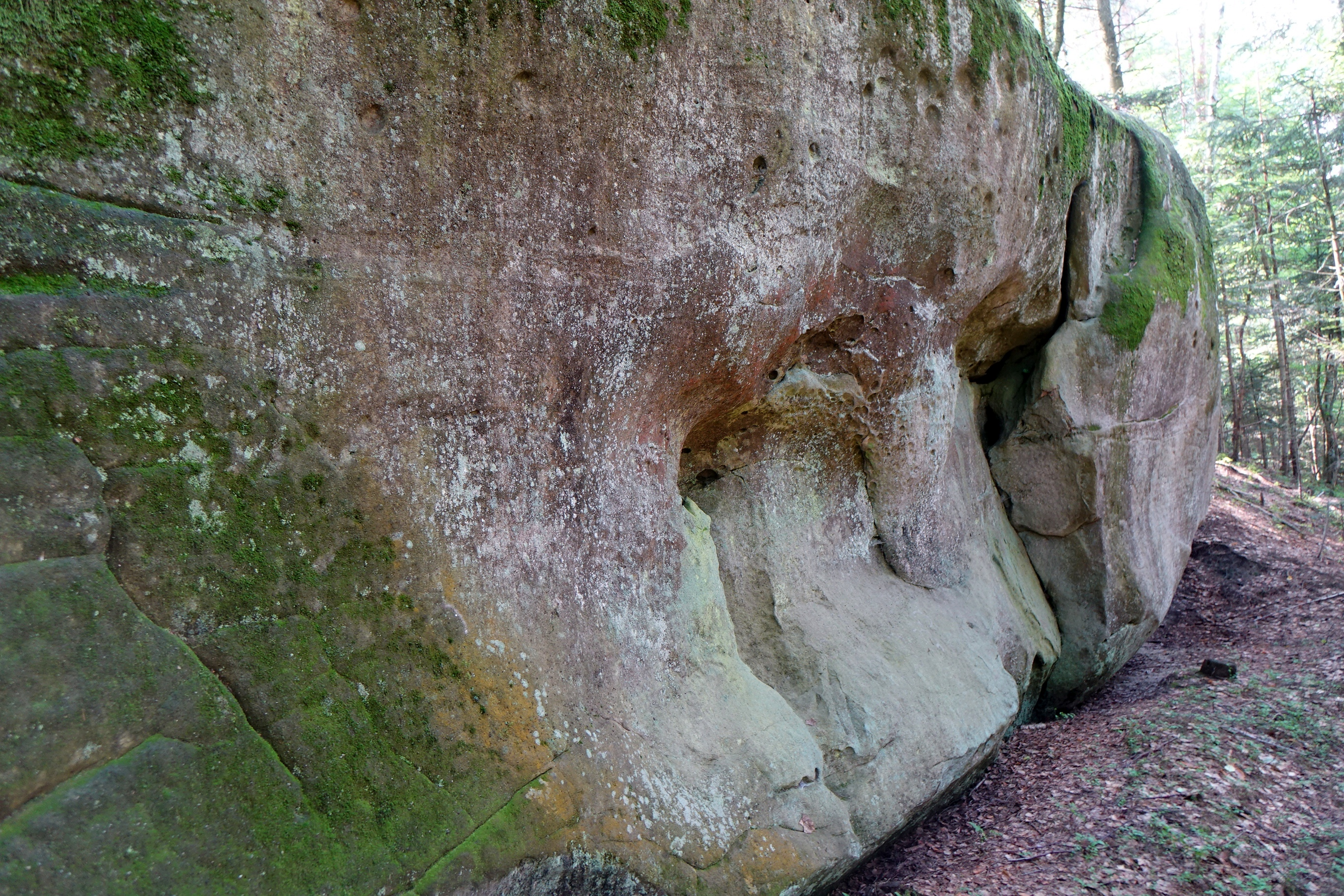

50 m poniżej Zadniego Muru znajduje się znajduje się skała Sfinks, a kolejne 20 m poniżej niej skała Pagoda.
dowisko i dobrze nadaje się do uprawiania boulderingu.